# Кириак (Михаил)
Епископ Кириак (греч. Επίσκοπος Κυριακός,  в миру Кириакос Михаил греч. Κυριακός Μιχαήλ; род. 4 декабря 1959, Пафос, Пафос) — архиерей Константинопольского патриархата, епископ Созопольский (с 2021), викарий Австралийской архиепископии.

## Биография
Родился 4 декабря 1959 года в Пйафосе, на Кипре. Его родители Михаил и Андрула переехали с шестью детьми в Мельбурн в 1965 году. Окончил начальную школу Preston East Primary School, а в 1978 году высшую школу — Preston East High School. После этого он занимался различными видами бизнеса.
В 1992 году он переехал в Сидней, где поступил в православный богословский колледж святого Андрея, который окончил в 1995 году. В том же году он уехал на Афон, где поступил в монастырь Ставроникита.
30 августа 2021 года был избран для рукоположения в сан епископа Созопольского, викария Австралийской архиепископии.
13 ноября 2021 года в храме святого Николая в Марриквилле, Сидней, был хиротонисан во епископа Созопольского, викария Австралийской архиепископии. Хиротонию совершили: архиепископ Австралийский Макарий (Гриниезакис), митрополит Дервский Иезекииль (Кефалас), епископ Милитопольский Иаков (Цигунис), епископ Мелойский Емилиан (Кутузис), епископ Кианейский Элпидий (Каралис), епископ Синопский Силуан (Фотинеас).